# Ексмор (Вірджинія)
Ексмор (англ. Exmore) — місто (англ. town) в США, в окрузі Нортгемптон штату Вірджинія. Населення — 1473 особи (2020).

## Географія
Ексмор розташований за координатами 37°31′46″ пн. ш. 75°49′41″ зх. д. / 37.52944° пн. ш. 75.82806° зх. д. (37.529457, -75.828126).  За даними Бюро перепису населення США в 2010 році місто мало площу 6,85 км², уся площа — суходіл.

## Демографія
Згідно з переписом 2010 року, у місті мешкало 1460 осіб у 682 домогосподарствах у складі 359 родин. Густота населення становила 213 особи/км².  Було 769 помешкань (112/км²).
Расовий склад населення:
| - 57,9 % — білих - 37,7 % — чорних або афроамериканців - 1,3 % — азіатів - 0,3 % — корінних американців |

До двох чи більше рас належало 2,1 %. Частка іспаномовних становила 4,5 % від усіх жителів.
За віковим діапазоном населення розподілялося таким чином: 21,7 % — особи молодші 18 років, 56,5 % — особи у віці 18—64 років, 21,8 % — особи у віці 65 років та старші. Медіана віку мешканця становила 44,4 року. На 100 осіб жіночої статі у місті припадало 85,3 чоловіків;  на 100 жінок у віці від 18 років та старших — 77,2 чоловіків також старших 18 років.
Середній дохід на одне домашнє господарство  становив 30 025 доларів США (медіана — 18 580), а середній дохід на одну сім'ю — 38 499 доларів (медіана — 26 157). Медіана доходів становила 22 500 доларів для чоловіків та 29 821 долар для жінок. За межею бідності перебувало 37,4 % осіб, у тому числі 61,1 % дітей у віці до 18 років та 28,3 % осіб у віці 65 років та старших.
Цивільне працевлаштоване населення становило 433 особи. Основні галузі зайнятості: освіта, охорона здоров'я та соціальна допомога — 33,3 %, роздрібна торгівля — 25,6 %, мистецтво, розваги та відпочинок — 10,4 %, науковці, спеціалісти, менеджери — 10,2 %.